# Arrondissement di Nizza
L'arrondissement di Nizza (in francese Arrondissement de Nice) è un arrondissement dipartimentale della Francia situato nel dipartimento delle Alpi Marittime, nella regione Provenza-Alpi-Costa Azzurra.

## Storia
Fu creato nel 1800, sulla base dei preesistenti distretti del 1793. Nel 1814 ritornò al Regno di Sardegna, ma fu ricostituito nel 1860, dopo la definitiva annessione dei territori dell'ex Contea di Nizza alla Francia.

## Composizione
L'arrondissement è composto da 101 comuni raggruppati in 33 cantoni, alcuni dei quali all'interno della città di Nizza, ed elencati di seguito:
- cantone di Beausoleil
- cantone di Breglio
- cantone di Contes
- cantone di L'Escarène
- cantone di Guillaumes
- cantone di Lantosque
- cantone di Levens
- cantone di Mentone Est
- cantone di Mentone Ovest
- cantone di Nizza-1
- cantone di Nizza-2
- cantone di Nizza-3
- cantone di Nizza-4
- cantone di Nizza-5
- cantone di Nizza-6
- cantone di Nizza-7
- cantone di Nizza-8
- cantone di Nizza-9
- cantone di Nizza-10
- cantone di Nizza-11
- cantone di Nizza-12
- cantone di Nizza-13 (comprende i comuni di La Trinité, Saint-André-de-la-Roche e Falicon)
- cantone di Nizza-14
- cantone di Puget-Théniers
- cantone di Roquebillière
- cantone di Roquestéron
- cantone di Saint-Martin-Vésubie
- cantone di Saint-Étienne-de-Tinée
- cantone di Saint-Sauveur-sur-Tinée
- cantone di Sospello
- cantone di Tenda
- cantone di Villafranca
- cantone di Villars-sur-Var